# Wasserretter
Als Wasserretter bezeichnet man eine Person, die sich im Wasserrettungsdienst betätigt und normalerweise eine weiterführende Ausbildung als die zum Rettungsschwimmer abgeschlossen hat.

## Wasserretter bei der Wasserwacht

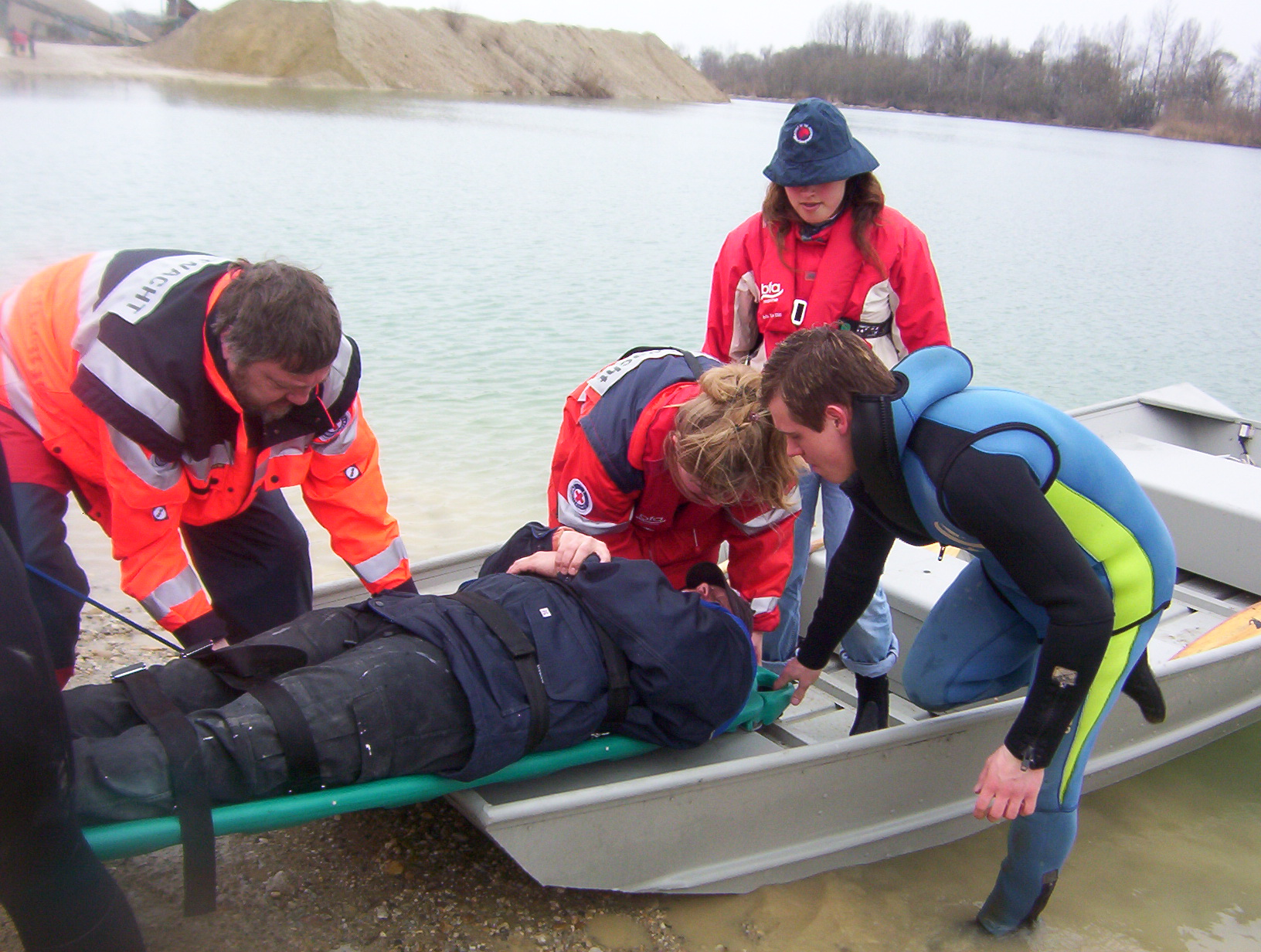
Wasserretterausbildung

Bei der Wasserwacht im DRK ist das Rettungsschwimmabzeichen Silber die Mindestqualifikation für aktive Rettungsschwimmer. Die Weiterbildung mit Inhalten zur taktischen Gliederung und erweiterten Rettungsmitteln führt zum Rettungsschwimmer im Wasserrettungsdienst. Seit 2001 gibt es die weitergehende Ausbildung zum Wasserretter (ehemals SAN C Wasserwacht). Diese ist  Voraussetzung für einige Weiterbildungen (z. B. zum Rettungstaucher oder zum Motorbootführer).
Während der Ausbildung erhalten die angehenden Wasserretter neben einer Einführung in das Medizinproduktegesetz und einer Funkunterweisung eine speziell an den Wasserrettungsdienst angepasste weiterführende Sanitätsausbildung. Hierbei wird besonders Wert auf die möglichen Einsatzszenarien als Wasserretter gelegt, beispielsweise mit einer Einführung in die Tauchmedizin, Herz-Lungen-Wiederbelebung oder Hypothermie. In der Praktischen Ausbildung werden unter anderem Rettungstechniken im Zusammenspiel mit Motorrettungsbooten, Suchtechniken wie auch der Einsatz im Fließgewässer vermittelt. Zusätzlich wird auch noch eine Einführung in Einsatztaktik vermittelt. Die Kenntnisse über das Einsatzmaterial für den Wasserrettungsdienst werden durch praktische Fallbeispiele am Gewässer vertieft. Der Lehrgang wird mit einer schriftlichen und praktischen Prüfung abgeschlossen.

## Wasserretter bei der DLRG
Bei der Deutschen Lebens-Rettungs-Gesellschaft bezeichnet man als Wasserretter einen Absolventen der Fachausbildung Wasserrettungsdienst. Die Fachausbildung Wasserrettungsdienst ist als Grundausbildung für alle Bereiche des Einsatzdienstes innerhalb der DLRG konzipiert. Sie ist Voraussetzung für die weitere Ausbildung als Wachführer, Bootsführer, Einsatztaucher, Strömungsretter und für die Katastrophenschutz-Ausbildung. Gleichzeitig soll sie durch einen modularen Aufbau die Integration von Jugendlichen und deren Heranführung an den Einsatzdienst erleichtern.
Die Fachausbildung Wasserrettungsdienst ist eine Ausbildung, die in eine Basisausbildung und eine Aufbauausbildung unterteilt ist. Die Basisausbildung umfasst das Deutsche Rettungsschwimmabzeichen Silber und einen Erste-Hilfe-Lehrgang. Die Aufbauausbildung beinhaltet neben einem Sanitätslehrgang, einer Schnorcheltauchausbildung und einer Sprechfunkunterweisung weitere kleinere Einheiten zur Organisation, Verhalten auf Rettungsbooten und Ähnlichem. Die anschließende Prüfung besteht aus einem schriftlichen und drei praktischen Teilen: einer Rettungsschwimmübung, einer Sanitätsübung und einer Übung zum Verhalten im Einsatz. Insgesamt umfasst die Ausbildung ungefähr 160 Unterrichtseinheiten.
Ab dem 16. Lebensjahr können jugendliche Rettungsschwimmer nach der Teilnahme an allen Ausbildungen die Prüfung zur Fachausbildung Wasserrettungsdienst ablegen und ab diesem Zeitpunkt als qualifizierte Wasserretter selbstständig im Wasserrettungsdienst an den deutschen Küsten, den Binnengewässern oder in Schwimmbädern eingesetzt werden.

## Wasserretter in der Schweiz
In der Schweiz muss für die Arbeit als Wasserretter mindestens ein gültiges Brevet I der Schweizerischen Lebensrettungs-Gesellschaft oder eine gleichwertige Ausbildung vorliegen.
Ab dem 16. Lebensjahr kann man mit dieser Ausbildung beispielsweise in einem Schwimmbad arbeiten.
In den Schwimmbädern der Schweiz wird klar zwischen Badmeistern und Aufsichten unterschieden, wobei sich die Aufsichten aus den Wasserrettern mit einem Rettungsschwimmbrevet bestehen und die Badmeister meistens eine weiterführende Ausbildung besucht haben.

## Wasserretter in Österreich
In Österreich gibt es den Fließwasser-Retter (FW-R) und die weiterführende Ausbildung zum Wildwasser-Retter (WW-R).
Die Ausbildung zum Fließwasser-Retter ist eine weiterführende Ausbildung der Österreichischen Wasserrettung. Sie kann von Mitgliedern des ÖWR absolviert werden, wenn diese das 18. Lebensjahr vollendet haben, im Besitz des Rettungsschwimmabzeichens sind und ihr Erste-Hilfe Kurs nicht älter als drei Jahre ist.  
Prüfungsbedingungen für den Fließwasser-Retter ist die Gewässer- und Materialkunde sowie eine umfassende Praxis, in der die Grundtechniken des Schwimmens, Springens, Bewegens am und im Fließgewässer, Knotenkunde und Panikverschluss beherrscht werden müssen sowie verschiedene Zeichen und Signale (z. B.: Gefahrenschilder und Hinweiszeichen, Schifffahrtszeichen und Handzeichen) und Sicherungs-, Rettungs- und Bergetechniken (z. B.: Rettungsgriffe).
Bei Bedarf können Zusatztechniken erlernt werden wie zum Beispiel das passive Abseilen oder eine Raftfahrt mit Erklärung der Paddeltechniken.
Die Ausbildung ist Voraussetzung für die Ausbildung zum Wildwasser-Retter.